# Valamir
Valamir (430 - 473) was een vorst van de Ostrogoten.

## Geschiedenis
Valarmir was een vazal van Atilla de Hun. Aan de zijde van de Hunnen vocht hij mee in de Slag op de Catalaunische Velden. Na de dood van Atilla leidde Valamir samen met de vorsten Vidimir en Thiudimir de opstand tegen de Hunnen in 454. In de slag aan de Nadao werden de Hunnen succesvol verslagen door de Ostrogoten en deze vestigden zich hierna in Pannonië. Het Oost-Romeinse Rijk kende hen in 455 deze streek toe als bondgenoten. Na de oorlog met de Skiren, Herulen en Gepiden, verliet een groot deel van de Ostrogoten Pannonië. Valamir leidde dat deel van het volk dat achterbleef.
Een geschil met de Romeinen over de jaarlijkse schatting leidde ertoe dat Valamir van 459 tot 462 tegen Constantinopel optrok. De vijandelijkheden eindigden pas toen keizer Leo I met hem overeenkwam ieder jaar aan de Goten een bedrag aan goud te betalen. Bij een schermutseling tegen Skirische invallers in 473 werd Valamir van zijn paard gegooid en gedood. Hij werd opgevolgd door zijn zoon Theodorik de Oudere.